# Le Ferré
Le Ferré (bretonisch: Ferred) ist eine französische Gemeinde mit 727 Einwohnern (Stand: 1. Januar 2022) im Département Ille-et-Vilaine in der Region Bretagne; sie gehört zum Arrondissement Fougères-Vitré und zum Kanton Fougères-2. Die Einwohner werden Ferréens genannt.

## Geographie
Die Gemeinde Le Ferré liegt an der Grenze zum Département Manche, etwa 17 Kilometer nordnordwestlich von Fougères. Das Gemeindegebiet wird vom Fluss Guerge durchquert, der Beuvron begrenzt die Gemeinde im Osten. Umgeben wird Le Ferré von den Nachbargemeinden Saint-James und Montjoie-Saint-Martin im Norden, Saint-Georges-de-Reintembault im Osten, Poilley im Südosten und Süden, Montours im Süden und Südwesten, Coglès im Südwesten und Westen sowie Carnet im Nordwesten.

## Geschichte
Während der Chouannerie fanden hier 1796 die Schlacht von Valennes und des Maison-neuves statt. Beide Male gewannen die republikanischen Truppen gegen die Aufständischen.

### Bevölkerungsentwicklung
| Jahr                       | 1962 | 1968 | 1975 | 1982 | 1990 | 1999 | 2010 | 2020 |
| Einwohner                  | 911  | 788  | 733  | 663  | 619  | 585  | 682  | 722  |
| Quellen: Cassini und INSEE |      |      |      |      |      |      |      |      |

## Sehenswürdigkeiten
- Kirche Saint-Pierre-et-Saint-Paul aus dem 14. Jahrhundert, mit Umbauten aus dem 19. Jahrhundert
- Kapelle Sainte-Anne aus dem 19. Jahrhundert

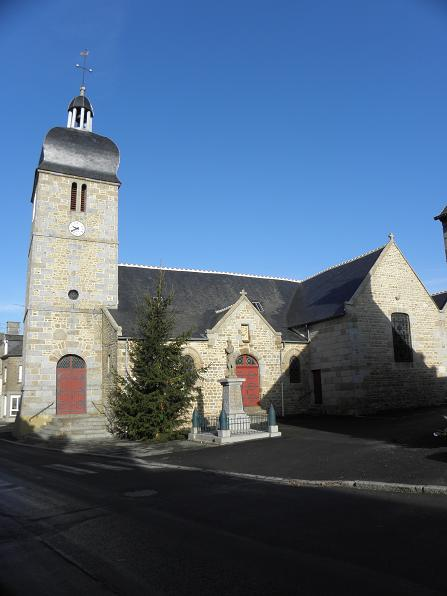
Kirche Saint-Pierre-et-Saint-Paul

## Gemeindepartnerschaft
Mit der französischen Gemeinde Saubrigues im Département Landes besteht eine Partnerschaft.